# Edith Watson (Suffragette)
Edith Mary Watson, geborene Wall (* 6. November 1888 im London Borough of Hackney; † 25. März 1966 in Worthing, West Sussex) war eine englisch-britische Suffragette, Frauenrechtlerin, Journalistin, Polizistin und Kämpferin gegen weibliche Genitalverstümmelung in den 1930er Jahren.

## Leben
Watson wurde in einem Arbeitshaus im Londoner Stadtbezirk Hackney geboren. Ihre Mutter Martha Wall war eine unverheiratete Dienstbotin. Mit ihrer Mutter und einer Stieffamilie lebte Watson in Marylebone. Sie besuchte die Bell Street Board School und die Hampden Gurney School. Im Alter von vierzehn Jahren wurde sie als Kinderkrankenschwester in Südafrika angestellt und sie wurde dort Kapitän der Heilsarmee. In dieser Zeit wurde sie von einem Offizierskollegen angegriffen und fast vergewaltigt, was ihre Ansichten über sexuelle Gewalt entscheidend prägte. Sie verließ Südafrika und die Heilsarmee im Jahr 1909 und wandte sich dem Sozialismus zu. Am 1. Februar 1912 heiratete sie Ernest John Watson (1883–1969), einen Sortierer bei der Post. Das Paar hatte ein Kind, Bernard John Watson (* 1919). Die Ehe wurde um 1926 geschieden.
Watson schloss sich 1911 der Women’s Freedom League an. Die WFL war eine Abspaltung der 1907 gegründeten Women’s Social and Political Union (WSPU). Die WFL-Gründerinnen wollten dem autokratischen Führungsstil der Pankhursts und den zunehmend gewalttätigen Methoden der WSPU entgehen. Die WFL bevorzugte zivilen Ungehorsam und traditionelle Kampagnenarbeit. Watson schrieb für den linksgerichteten Daily Herald eine Zeitlang eine Kolumne unter dem Titel „Sketches in Green, Gold and White“ (die Farben der WFL).  Im Jahr darauf, 1912, wurde Nina Boyle Leiterin der politischen und militanten Abteilung der WFL. Für ihre zahlreichen Artikel in der WFL-Zeitung The Vote stellte sie Watson als Berichterstatterin ein. Watson und Boyle argumentierten gegen die Ungerechtigkeiten des von Männern dominierten Rechtssystems. Sie forderten, dass weibliche Opfer von weiblichen Polizisten betreut werden sollten. Die Gerichte sollten erkennen, dass sie von Frauen und Mädchen nicht erwarten konnten, dass sie in einem Gerichtssaal voller Männer aussagten. Watson begann, unfaire Praktiken in den Gerichten zu dokumentieren. In einer Kolumne mit dem Titel „Das geschützte Geschlecht“ (The Protected Sex) hielt sie ironischerweise die Verbrechen der Vergewaltigung, der sexuellen Nötigung und des Inzests fest. Drei Jahre lang verglich Watson die Urteile mit denen, die wegen Sachbeschädigung verhängt wurden. Noch im Jahr 1914, vor Ausbruch des Krieges und dem damit verbundenen Ende der Suffragetten-Militanz, gingen Boyle und Watson zum Marlborough Street Magistrates Court und protestierten. Watson war eine derjenigen, die verhaftet wurden, weil sie sich an das Gerichtstor gekettet hatten.
Als 1914 der Erste Weltkrieg begann, gründeten Watson und Boyle unter der Schirmherrschaft der WFL einen Frauenpolizeidienst mit dem Ziel, die Interessen der Frauen schützen und ihnen das Recht auf Zugang zum öffentlichen Raum garantieren. Watson war die erste Frau, die eine von Boyle entworfene Polizeiuniform trug - „eine nützliche blaue Serge-Norfolk-Jacke mit Taschen, einen Panama-Strohhut mit blauem Band und eine weiße Armbinde“. Mit dem Fortschreiten des Krieges und der Unterbrechung des zivilen Lebens durch die militärischen Aktivitäten entstanden weitere solche Gruppen. Im Allgemeinen unbeliebt bei der regulären Polizei, patrouillierten die Freiwilligen durch die Straßen und halfen Frauen und Kindern. Zu ihren Aufgaben gehörte auch die Überwachung der Ehefrauen von Soldaten und die Einhaltung von Ausgangssperren, was zu Meinungsverschiedenheiten darüber führte, ob die Frauenpolizei zur Wahrung der Rechte der Frauen oder im Dienste des Staates eingesetzt werden sollte. Im Zuge dieser Meinungsverschiedenheiten schieden Watson und Boyle 1915 aus der Frauenpolizei aus. Letztendlich wurde die weibliche Polizei trotz ihrer ursprünglichen Ziele von den Behörden hauptsächlich dazu eingesetzt, das Verhalten der weiblichen Arbeiterschaft zu kontrollieren. 1923 wurde die weibliche Polizei als eigene Frauenabteilung in die Metropolitan Police eingegliedert, ehemalige militante Suffragetten wurden aber nicht übernommen.
Watson war viele Jahre lang in der Independent Labour Party aktiv und kandidierte erfolglos bei Gemeinderatswahlen. Sie unterstützte die Gewerkschaft bei ihren Bemühungen um bessere Arbeitsbedingungen in psychiatrischen Kliniken, indem sie sich als Krankenschwester verkleidete, um Beweise zu sammeln. Ab den 1930er Jahren kämpfte sie gegen die Grausamkeiten der weiblichen Genitalverstümmelung und forderte deren Abschaffung in den Ländern unter britischer Herrschaft. Noch in den 1950er Jahren führte sie eine Kampagne gegen diese Praxis im britischen Kenia.
Watson starb 1966 in einem Pflegeheim in Worthing, West Sussex.
Der schriftliche Nachlass von Watson befindet sich in der Bibliothek der London School of Economics.